# Midtholmen (Fjell)
Ne doit pas être confondu avec Midtholmen, Midtholmen (Stord) ou Midtholmen (Sveio).
Midtholmen est une île dans le landskap Sunnhordland du comté de Vestland. Elle appartient administrativement à Øygarden.

## Géographie
Rocheuse et couverte d'arbres, située entre Store Brattholmen dont elle n'est séparée que d'une vingtaine de mètres, à l'ouest, et Storsundholmen à l'est, elle s'étend sur environ 318 m de longueur pour une largeur approximative de 198 m. Elle compte deux habitations.